# Kristin Demann
Kristin Demann (Gehrden, 1993. április 7. –) német válogatott női labdarúgó, az 1. FC Köln játékosa kölcsönben a Bayern München csapatától.

## Pályafutása

### Klubcsapatban
A Bennigsen, a TSV Havelse és a Turbine Potsdam korosztályos csapataiban nevelkedett. Utóbbiba klubban lett profi játékos. 2009. szeptember 20-án az FSV Gütersloh 2009 ellen mutatkozott be a második csapatban a 4–1-re megnyert idegenbeli másodosztályú mérkőzésen. 2001. szeptember 22-én az első csapatban is debütált a női Bajnokok Ligája mérkőzésen az Åland United ellen. Négy nappal később az élvonalban is debütált az FCR 2001 Duisburg ellen a 81. percben Nadine Keßler cseréjeként. 2013 és 2017 nyara között a TSG Hoffenheim játékosa volt. Egy szezont kölcsönben, majd végleg megvásárolták. 2017. július 1-jétől a Bayern München labdarúgója. 2022 januárjában kölcsönbe került az 1. FC Köln csapatához.

### A válogatott
Részt vett a 2010-es U17-es női labdarúgó-Európa-bajnokságon, ahol bronzérmesként fejezték be a tornát. A német U19-es válogatottal részt vett a 2011-es U19-es női labdarúgó-Európa-bajnokságon, aranyérmesek lettek. A felnőtt válogatott tagjaként részt vett a Hollandiában megrendezett 2017-es női labdarúgó-Európa-bajnokságon.

#### Válogatott góljai
2017. szeptember 16-án frissítve.
| #  | Időpont              | Helyszín                | Ellenfél  | Gólok | Eredmény | Kiírás                                          |
| -- | -------------------- | ----------------------- | --------- | ----- | -------- | ----------------------------------------------- |
| 1. | 2017. szeptember 16. | Ingolstadt, Németország | Szlovénia | 6–0   | 6–0      | 2019-es női labdarúgó-világbajnokság selejtezők |

## Sikerei, díjai

### Klub
- Turbine Potsdam
  - Bundesliga: 2010–11, 2011–12
- Bayern München
  - Bundesliga: 2020–21

### Válogatott
- Németország U19
  - U19-es női labdarúgó-Európa-bajnokság: 2011